# Терема
Терема (рос. Северный) — селище у Сосновському районі Челябінської області Російської Федерації.
Входить до складу муніципального утворення Кременкульське сільське поселення.

## Історія
Спочатку почало будуватися в 1990-ті роки як котеджне селище. У 2010 році затверджено проєкт планування території суспільно-ділової зони селища і ведеться його поетапна реалізація.
Згідно із законом від 9 липня 2004 року органом місцевого самоврядування є Кременкульське сільське поселення.